# قواعد بالدوین
قوانین بالدوین به مجموعه قوانینی در شیمی آلی گفته می‌شود که مسیر مطلوب برای بسته شدن ترکیبات غیرحلوقی و ایجاد ترکیبات حلقوی را پیش‌بینی می‌کند. بر اساس این قواعد برخی جهت‌گیری‌های فضایی و در نتیجه مسیرهای شیمیایی طی شده مطابق با این جهت‌گیری‌ها بر سایر جهت‌گیری‌های فضایی و مسیرهای مرتبط برتری دارد. این قواعد برای اولین با در سال ۱۹۷۶ توسط جک بالدوین پیشنهاد شد.
قوانین بالدوین تنها به بررسی برتری نسبی مسیرهایی می‌پردازد که از لحاظ انرژی انتخاب بهتری در مقایسه با دیگر مسیرهای موجود هستند، اما این قوانین به معنی برتری مطلق این مسیرها نیست. مسیر واکنشی که طبق این قوانین مطلوب نباشد، به سختی می‌تواند به پیش برود و در عمل مؤثر نخواهد بود، با این حال، اگر هیچ واکنش رقیب مناسب‌تری وجود نداشته باشد، امکان تشکیل محصول‌های نامطلوب وجود دارد.
قوانین بسته شدن حلقه‌ها که توسط بالدوین ارایه شده است را می‌توان بر اساس سه روش طبقه‌بندی نمود: 
1. بر اساس تعداد اتم‌های موجود در حلقه تشکیل شده.
2. بر اساس اِگزو (Exo) یا اِندو (Endo)؛ به این معنی که حلقه مورد در زمان تشکیل شدن، از نظر فضایی به سمت داخل (اندو) یا خارج بسته شده است.
3. بر اساس تِت (Tet)، تریگ (Trig) و دیگ (Dig)؛ به معنی نوع هندسه اتمی که در زمان تشکیل حلقه، مورد حمله واقع شده است. براساس این که این حمله الکتروفیلی بر روی چه نوع اتم هدفی انجام می‌شود می‌توان آن را به سه دسته تِت (مخفف تتراهدرال به معنای چهاروجهی) با هیبریداسیون sp3، تریگ (مخفف تریگونال به معنای مثلثی) با هیبریداسیون sp2 و دیگ (مخفف دایاگونال به معنای خطی) با هیبریداسیون sp.

به عنوان مثال یک واکنش ۵-اگزو-تریگ به این معنی است که حلقه‌ای ۵ عضوی تشکیل شده است و این حلقه به سمت بیرون و در محل اتمی با هیبریداسیون sp2 تشکیل شده است. 
قواعد بالدوین را می‌توان برای حلقه‌های مختلف به صورت یک جدول نمایش داد که در زیر آورده شده است.
|      | ۳    | ۳    | ۴    | ۴    | ۵    | ۵    | ۶    | ۶    | ۷    | ۷    |
| نوع  | اِگزو | اِندو | اِگزو | اِندو | اِگزو | اِندو | اِگزو | اِندو | اِگزو | اِندو |
| tet  | ✓    |      | ✓    |      | ✓    | ✗    | ✓    | ✗    | ✓    | ✗    |
| trig | ✓    | ✗    | ✓    | ✗    | ✓    | ✗    | ✓    | ✓    | ✓    | ✓    |
| dig  | ✗    | ✓    | ✗    | ✓    | ✓    | ✓    | ✓    | ✓    | ✓    | ✓    |

## استثناها
قواعد بالدوین براساس شواهد تجربی به‌دست آمده‌اند و در نتیجه استثناهای متعددی برای آن شناخته شده است. به عنوان مثال می‌توان به دو مورد زیر اشاره کرد: 
- حلقوی شدن کاتیونها
- واکنش‌های مربوط به اتم‌های ردیف سوم مانند گوگرد